# Хабибуррахман Саерози
Хабибуррахман Саерози (индон. Habiburrahman Saerozi; род. 30 сентября 1976, Семаранг) — индонезийский писатель и поэт. Один из ведущих мастеров поп-литературы.

## Краткая биография
Высшее образование получил в Египте — в 1999 году окончил Университет аль-Азхар в Каире, там же защитил магистерскую диссертацию (2001). В 2003—2004 годах работал учителем в медресе-1 в Джокьякарте, в 2004—2006 годах преподавал арабский язык в Университете Мухамадья в Суракарте. В настоящее время живёт в городе Салатига, главным образом за счёт литературного труда и чтения лекций.

## Творчество
Пишет в основном моралистические романы о любви. В 2010 году дебютировал в качестве режиссёра.
Рассказы опубликованы в коллективных сборниках «Когда улыбается горе» (Джакарта, 2001), «Красные в Дженине» (Джакарта, 2002), «Я нашёл цвет» (Бандунг, 2003), «Подарок для муджахеда» (Джакарта, 2004). Стихи опубликованы в журналах «Деван Свстра» (Куала-Лумпур, 2002), «Литература и культура» (Джокьякарта, 2001), в коллективном сборнике «Дыхание цивилизации» (Каир, 2000), в антологии "Стихи Межнародных поэтический чтений «Куала-Лумпур-9» (2002).
Повести: «Строки любви» (2002, Джакарта; киноверсия 2004), «Поблекшее очарование Клеопатры» (Семаранг, 2004), «Райская любовь» (Джокьякарта, 2003), «На молебном коврике любви» (Семаранг, 2004; телеверсия 2004), «Когда любовь рождает рай рай» (2005, Джакарта), «Когда любовь как чётки» (Джакарта, 2007; киноверсия 2009), «В михрабе любви» (Джакарта, 2007; киноверсия 2010, дебют Хабибуррахмана в роли режиссёра), «Земля любви» (2010).
Показательна повесть «Земля любви», действие которой происходит в России. Писатель помещает своего героя, правоверного мусульманина, в современную Россию, которая предстаёт перед читателем как страна разврата, порнографии и засилия криминальных группировок. Её населяют несимпатичные (холодные, недружественные) люди, не способные на высокие чувства. «Враги веры повсюду. Их можно встретить в любой момент. И они более жестокие, злые, хитрые и коварные по сравнению с врагами в других свободных странах, как например, в США». Такое впечатление, что в повести собраны все негативные степеотипы в отношении России, которые складываются за рубежом под влиянием западной прессы. Герой, выходит победителем в этой схватке с «врагами». Он не только сохраняет свою веру, но и наставляет на путь истинный своего соотечественника, погрязшего в разврате, и даже обращает в ислам русскую девушку.
Участник Фестиваля исламской культуры (Аль-Азхар, 2002), Мировых поэтических чтений в Куала-Лумпуре (2002).

## Награды
- Pena Award (Премия «Перо») Литературного форума «Перо» (2005)
- The Most Favorite Book and Writer (Самый популярный писатель и его книга) (2005)
- IBF Award (Премия Института прогнозов и планирования (2006)